# Yeongsan
Yeongsan là dòng sông nằm ở tây nam Hàn Quốc. Sông có chiều dài 115,5 km, với diện tích lưu vực 3.371 km². Sông Yeongsan khởi nguồn từ đỉnh Yongchubong (龍湫峰:560 m) tại Yong-myeon, Damyang, tỉnh Jeolla Nam. Sông chảy qua Damyang, Naju, Yeongam cùng các khu vực khác rồi đổ vào Hoàng Hải tại Mokpo qua một bãi ngầm cửa sông.